# Partners in Kryme
Partners in Kryme (o Partnerz en Kryme) fue un dúo de hip hop estadounidense de la ciudad de Nueva York. Sus miembros fueron James Alpern y Richard Usher, que usaron los alias DJ Keymaster Snow y MC Golden Voice, respectivamente. Son más conocidos por su sencillo debut, "Turtle Power!", que fue escrito para y presentado en la película Teenage Mutant Ninja Turtles en 1990, y se convirtió en un éxito internacional, alcanzando el puesto número 13 en los Estados Unidos e incluso el número 1 durante cuatro semanas en el Reino Unido. Un segundo single, "Undercover", fue publicado por Capitol Records, pero el grupo nunca lanzó un álbum de duración estándar. Otra canción, "Love 2 Love U" se grabó en 1991 para la banda sonora de la película Cool as Ice.
El 30 de mayo de 2015, Partners In Kryme lanzó un nuevo sencillo centrado en las Tortugas Ninja a través de su canal oficial de YouTube, titulado "Rock The Halfshell".

## Sencillos
| Año  | Sencillo             | Posiciones pico | Posiciones pico | Posiciones pico | Posiciones pico | Posiciones pico | Posiciones pico | Posiciones pico | Posiciones pico | Posiciones pico | Posiciones pico | Álbum                                              |
| Año  | Sencillo             | UK              | IRE             | NED             | GER             | SWI             | SWE             | AUS             | NZ              | US              | US R&B          | Álbum                                              |
| ---- | -------------------- | --------------- | --------------- | --------------- | --------------- | --------------- | --------------- | --------------- | --------------- | --------------- | --------------- | -------------------------------------------------- |
| 1990 | "Turtle Power!"      | 1.º             | 4.º             | 40.º            | 12.º            | 14.º            | 19.º            | 15.º            | 7.º             | 13.º            | 23.º            | Teenage Mutant Ninja Turtles (Music From The Film) |
| 1990 | "Undercover"         | 92.º            | —               | —               | —               | —               | —               | —               | —               | —               | —               | Solo en sencillo                                   |
| 2015 | "Rock The Halfshell" | —               | —               | —               | —               | —               | —               | —               | —               | —               | —               | Solo en sencillo                                   |